# Emiliano Viviano
Emiliano Viviano (født 1. december 1985) er en italiensk professionel fodboldspiller, som spiller for den tyrkiske Süper Lig-klub Fatih Karagümrük

## Klubkarriere

### Brescia
Viviano begyndte sin karriere hos Brescia, dog fik han sin seniordebut hos A.C. Cesena, som han var udlånt til i 2004-05 sæsonen. Efter han vendte tilbage the Brescia blev han deres førsteholdsmålmand over de næste fire sæsoner.

### Inter, Brescia lån og Bologna
Viviano blev hentet af Inter Milan i januar 2009 i en aftale hvor at han var ejet 50/50 af Inter og Brescia. Han blev lånt tilbage til Brescia for resten af 2008-09 sæsonen.
Bologna købte i sommeren 2009 50% af Vivianos rettigheder fra Brescia, og havde hermed delt ejerskab med Inter. Viviano spillere herefter som Bolognas førstevalgsmålmand.

### Inter retur og Genoa
Viviano returnede til Inter i juni 2011 som del af den delte ejerskab. Inter besluttede i august 2011 at bytte rettighederne til Viviano med Genoa i bytte for Juraj Kucka. Spillerne forblev dog ved deres klubber da Viviano havde en skade som holdte ham ude hele 2011-12 sæsonen.

### Palermo
I januar 2012 købte Palermo Genoas 50% rettighed af Viviano, og han skiftede til klubben.

#### Leje til Fiorentina
Palermo købte i juli 2012 Inters 50% rettighed, og havde nu fuldt ejerskab. De lånte herefter Viviano til Fiorentina.

#### Leje til Arsenal
Viviano blev i september 2013 udlånt til Arsenal, men spillede aldrig for klubben.

### Sampdoria
Viviano skiftede i august 2014 til Sampdoria på en lejeaftale som blev gjort permanent i juli 2016.

### Sporting CP
Viviano skiftede til Sporting CP i juni 2018.

#### Lån til S.P.A.L.
Viviano blev udlånt til S.P.A.L. i januar 2019.

### Fatih Karagümrük
Viviano skiftede august 2020 til Fatih Karagümrük.

## Landsholdskarriere

### Ungdomslandshold
Viviano har repræsenteret Italien på flere ungdomsniveauer, og har repræsenteret Italien ved Sommer-OL 2008.

### Seniorlandsholdet
Viviano gjorde sin debut for seniorlandsholdet den 7. september 2010.